# Miltogramma maculigerum
Miltogramma maculigerum är en tvåvingeart som beskrevs av Speiser 1910. Miltogramma maculigerum ingår i släktet Miltogramma och familjen köttflugor.
Artens utbredningsområde är Tanzania. Inga underarter finns listade i Catalogue of Life.